# 吲唑
吲唑（英語：Indazole），即1,2-二氮杂茚；苯并吡唑。

## 性质
无色针状结晶，易溶于稀酸，溶于醇、醚和热水。它的碱性比吡唑弱，但氮上的氢酸性较强。

## 制取
1、邻甲苯胺乙酰化，然后亚硝化生成亚硝胺，并在45～50°C下在苯中重排为偶氮乙酰氧基化合物 1-乙酰氧基-2-邻甲苯基二亚胺，最后发生环合、消除乙酸得到吲唑。
2、由邻氨基苯甲酸经重氮化、还原、环合、氯化得到3-氯吲唑，然后将3-氯吲唑与红磷和氢碘酸混合回流24小时，精制后得到吲唑。

## 用途
用于有机合成。